# Trolleybus de Kazan
Le trolleybus de Kazan (en russe : Казанский троллейбус) est un des systèmes de transport en commun de Kazan, au Tatarstan, en Russie.